# Mesochorus infacetus
Mesochorus infacetus là một loài tò vò trong họ Ichneumonidae.